# François Gonnessiat
| Odkryte planetoidy: 2 | Odkryte planetoidy: 2 |
| --------------------- | --------------------- |
| (915) Cosette         | 14 grudnia 1918       |
| (931) Whittemora      | 19 marca 1920         |

François Gonnessiat (ur. 22 maja 1856 w Nurieux-Volognat, zm. 18 października 1934) – francuski astronom.
Pracował w obserwatorium w Lyonie. W 1901 roku został dyrektorem obserwatorium w Quito w Ekwadorze, a w latach 1908–1931 kierował obserwatorium w Algierze.
Zajmował się obserwacjami komet i planetoid. Odkrył dwie nowe planetoidy. 
Asteroida (1177) Gonnessia została nazwana jego imieniem.